# Mohammad Fazal
Mohammad Fazal (en árabe: محمد فضل‎; Copenhague, 29 de mayo de 2002) es un futbolista danés, nacionalizado pakistaní, que juega en la demarcación de lateral izquierdo para el FK IMT de la Superliga de Serbia.

## Selección nacional
Hizo su debut con la selección de fútbol de Pakistán el 6 de junio de 2024 en un encuentro de clasificación para la Copa Mundial de Fútbol de 2026 contra Arabia Saudita que finalizó con un resultado de 0-3 a favor del combinado saudita tras un gol de Musab Al-Juwayr y un doblete de Firas Al-Buraikan.

## Clubes
| Club                | País   | Año       | Partidos | Goles |
| ------------------- | ------ | --------- | -------- | ----- |
| Jönköpings Södra IF | Suecia | 2021-2023 | 23       | 2     |
| Nordic United FC    | Suecia | 2023-2024 | 37       | 3     |
| FK IMT              | Serbia | 2024-     |          |       |